# Schöpfrad

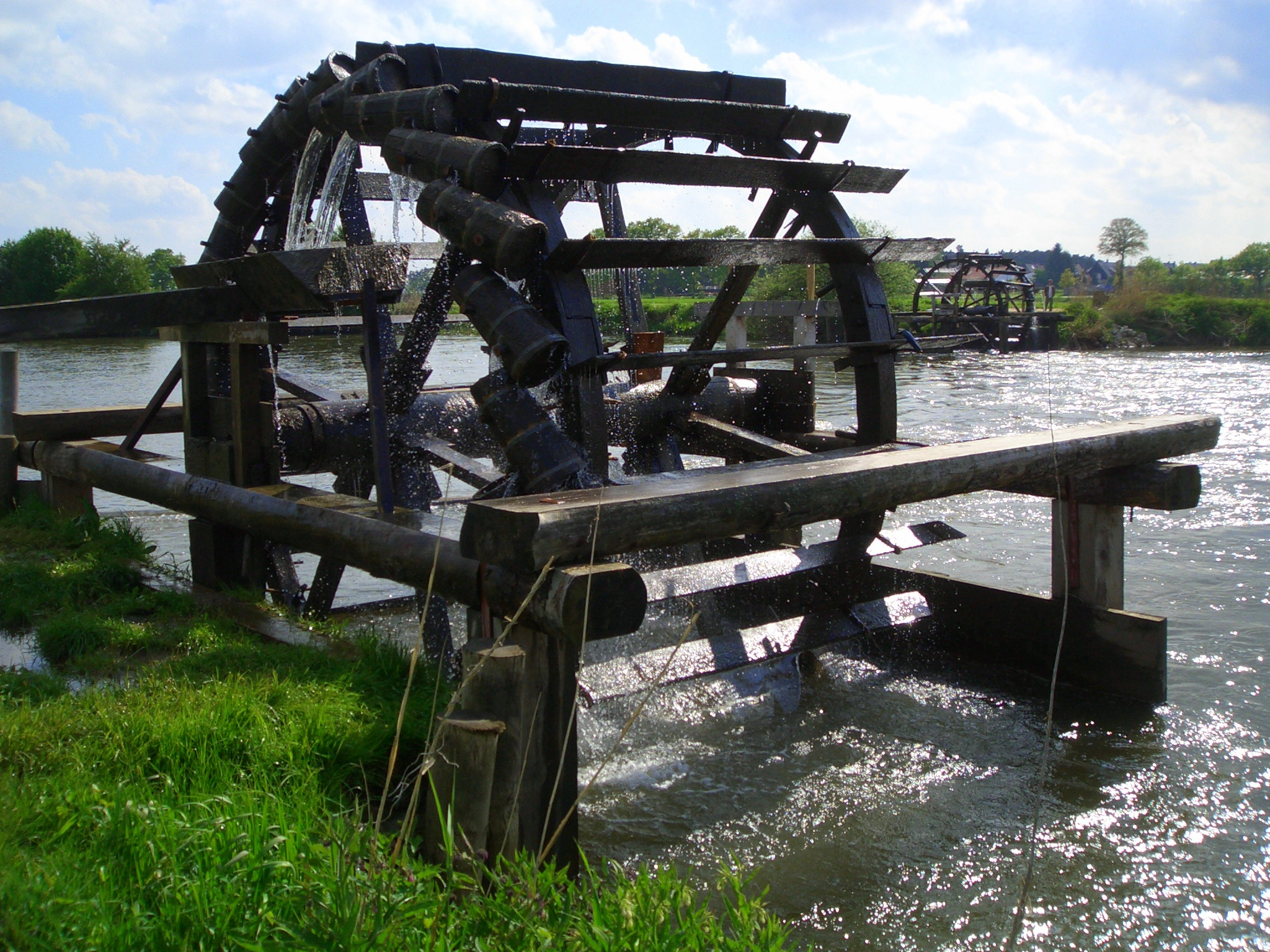
Wasserschöpfrad bei Möhrendorf

Ein Schöpfrad ist ein um eine horizontale Achse rotierendes Wasserrad, das mit einem Teil seines Umfangs in Wasser taucht und mit Wasserkübeln (auch „Kümpfe“ genannt) besetzt ist. Diese Kübel füllen sich mit Wasser, wenn sie in den Fluss oder in einen Brunnen eintauchen. Im Bereich des höchsten Punktes des Rades entleert sich der Inhalt der Kübel dann in ein Auffangbecken, von wo aus es in einen Bewässerungskanal fließt.
Rund ums Mittelmeer sowie in englischsprachigen Ländern und in Indien wird ein vom Strom des Wassers angetriebenes Schöpfrad Noria genannt und eines mit externem, ursprünglich tierischem, Antrieb als Sakia bzw. Saqiya bezeichnet.

## Konstruktion

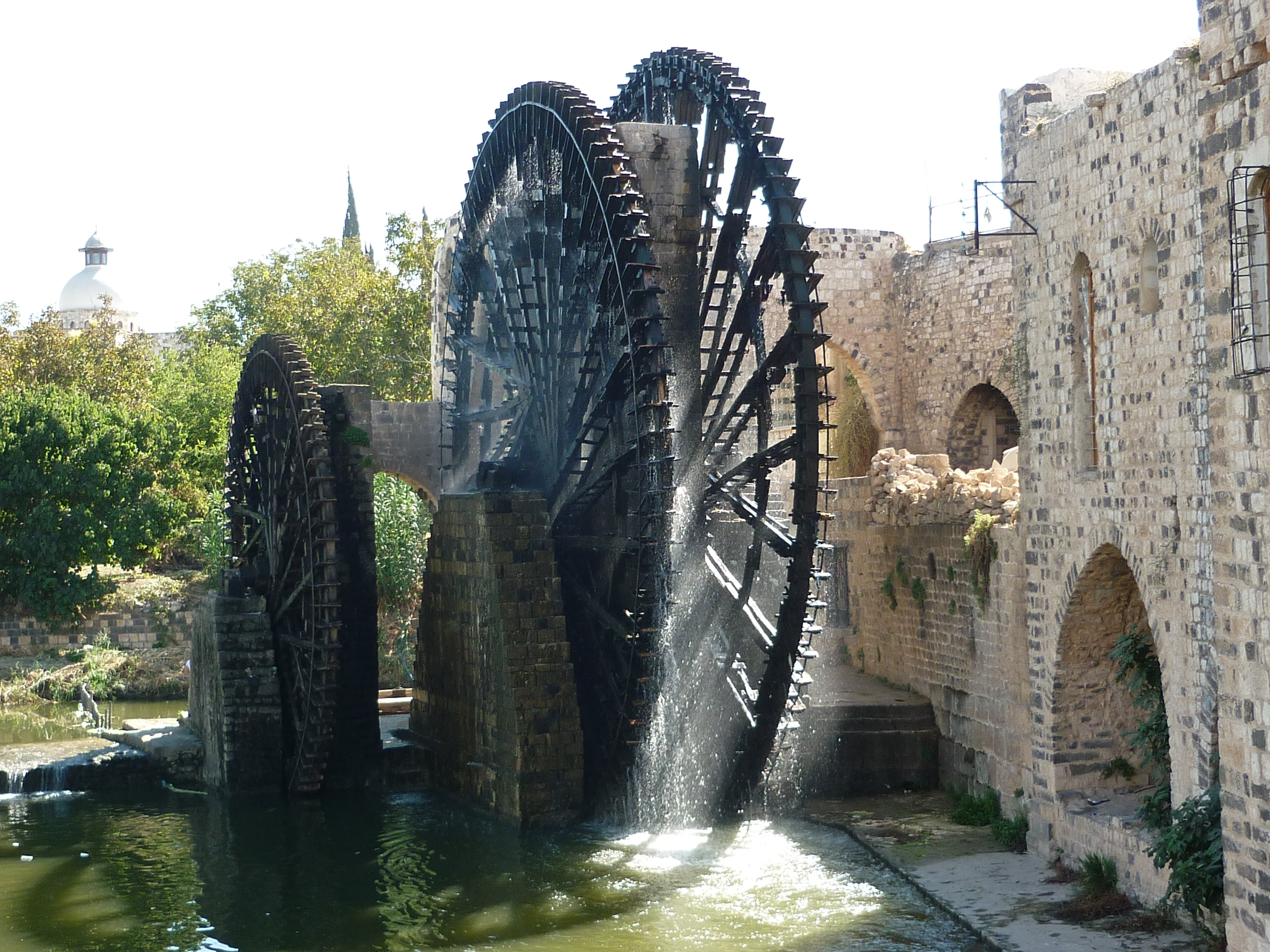
Drei Norias (nauras) in Hama, Syrien

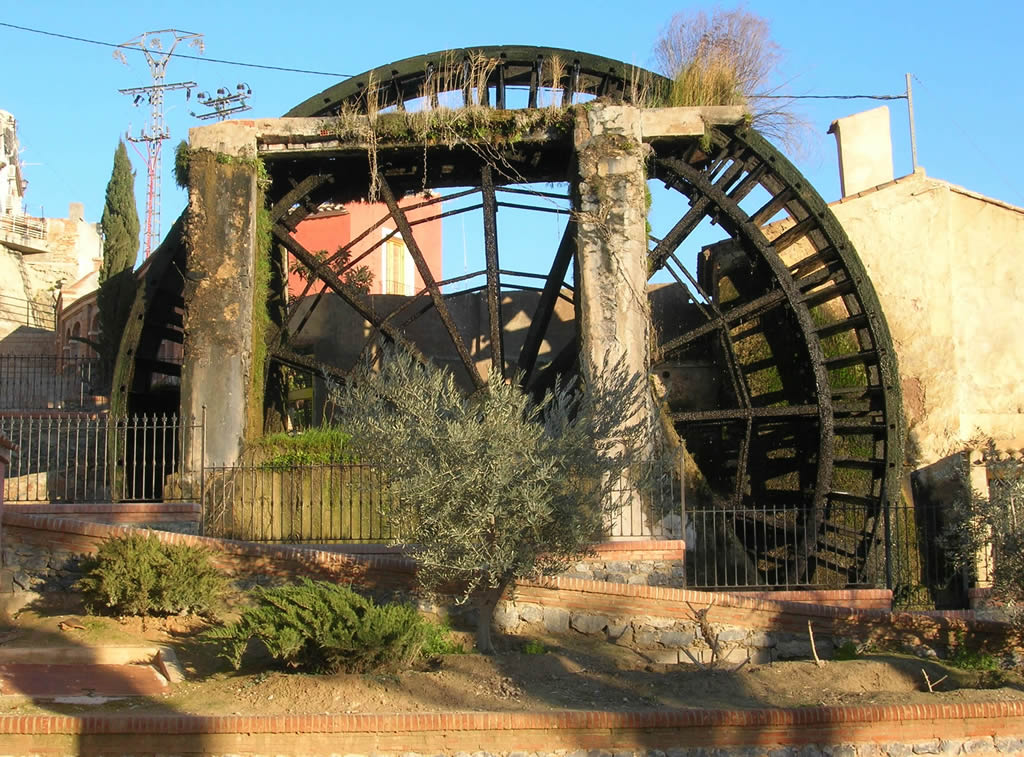
Schöpfrad in Abarán, Spanien

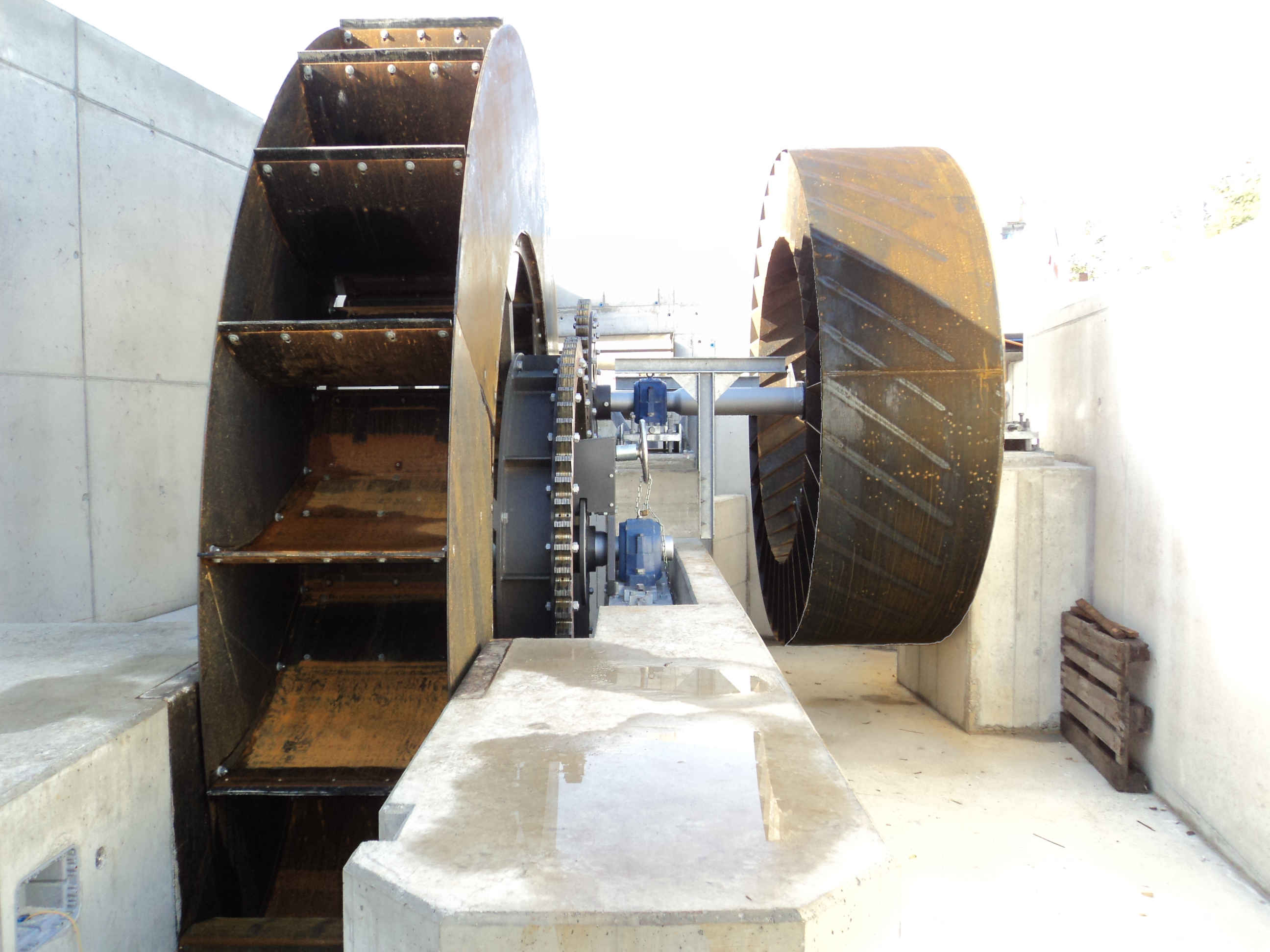
Schöpfrad mit separatem Wasserrad in Steffisburg, Schweiz

Ein Schöpfrad wird meist mit Wasserkraft angetrieben, kann aber auch durch Menschen-, Tier-, Wind- oder Motorkraft in Gang gesetzt werden.
Die meisten Schöpfräder bestehen prinzipiell aus einem tiefschlächtigen Wasserrad mit direkt daran befestigten Schöpfgefässen. Es ist also keine Kraftübertragung über die Achse notwendig. Bei den einfachsten Varianten formen die Schöpfkörper selber die Schaufeln des Wasserads, andernfalls sind die Antriebsschaufeln und die Schöpfkörper separat ausgeformt. Die Gefäße oder Eimer können beweglich sein, sie hängen dann beispielsweise an runden Nägeln und kippen, indem sie mit einem an ihrer Seite angebrachten Bügel den Rand der Rinne streifen. Sind die Gefäße fest, müssen sie so gestellt sein, dass das Wasser selbsttätig in die Rinne ausfließt. Hierzu gehört das chinesische Schöpfrad, dessen Gefäße aus Bambusrohr bestehen. Anstatt den Radumfang mit einzelnen Gefäßen zu besetzen, führt man auch den ganzen Radkranz als Hohlraum aus, der durch parallel zur Radachse stehende Scheidewände in Zellen geteilt wird („Zellenräder“). Diese Zellen erhalten auf dem Umfang oder seitlich davon die zum Schöpfen und Ausgießen erforderlichen Öffnungen. Hierzu gehören auch das „Trommelrad“ und das „Schneckenrad“.
Je schlanker die Schöpfkübel, desto größer ist der maximale Höhenunterschied, der im Verhältnis zum Wasserrad bewältigt werden kann. Auf diese Weise können mit entsprechend groß gewählten Raddurchmessern Höhenunterschiede von ein bis zwei Dutzend Meter überwunden werden. Reicht die vorhandene Strömung für die gewünschte Schöpfleistung nicht aus, so können zur Verstärkung der Strömung kleine Stauwehre („Flügel“) im Flusslauf errichtet werden, die dem Rad das Wasser im passenden Winkel zuführen. Bei den nur im Sommer betriebenen historischen Wasserschöpfrädern an der langsam fließenden Regnitz bei Möhrendorf werden diese Stauwehre – wie auch die Räder selbst – traditionell zu Beginn jeder Sommersaison neu errichtet.
Werden die Wasserräder durch permanente Wehranlagen beaufschlagt, nimmt die nutzbare Wasserhöhe für den Antrieb zu. Statt einem tiefschlächtigen ist nun ein unterschlächtiges oder gar mittelschlächtiges Wasserrad möglich, wie das abgebildetete Schöpfrad in Menden. Entsprechend steigt der Wirkungsgrad des Antriebsteils und das Verhältnis von geschöpftem Wasservolumen zum Antriebswasser steigt.
Bei fast allen Schöpfrädern sind das antreibende Wasserrad und das Schöpfwerk coaxial verbunden. Es ist auch möglich, die beiden Komponenten mechanisch zu trennen, damit diese mit verschiedenen Drehzahlen drehen können und um unterschiedlichen Wasserspiegeln mit einem vertikalen Versatz begegnen zu können. Dies ist beim neuen Schöpfrad in Steffisburg ersichtlich. Das Schöpfwerk liegt dank Zahnrädern etwas höher als das größere Antriebsrad und dreht schneller.

## Geschichte

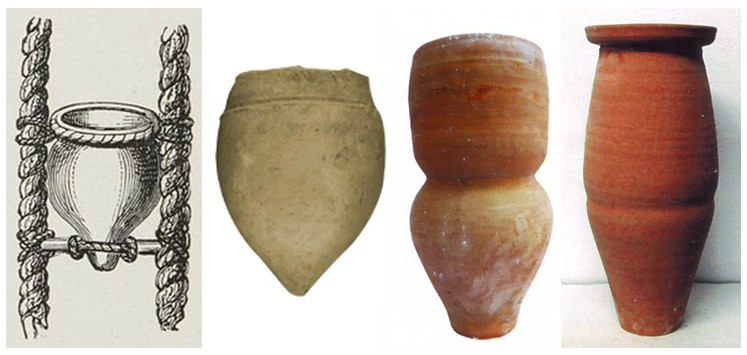
Antike und mittelalterliche Funde

Wasserschöpfräder waren schon in der Antike bekannt. Weil die Konstruktionen jedoch immer wieder ausgebessert oder gänzlich erneuert werden mussten, ist archäologisch nicht viel darüber bekannt – die ältesten Zeugnisse und Texte stammen aus dem Fayyum-Becken in Ägypten und werden in die Zeit des 4. bis 2. Jahrhunderts v. Chr. datiert. Etwa gleichzeitig findet sich in Indien das Sanskrit-Word araghatta, welches aus den Bestandteilen ara („Rad“) und ghattam („Topf“) zusammengesetzt ist. Es waren wohl keine einachsigen Schöpfräder im heutigen Sinne, sondern zwei über Seile mit angehängten Tonkrügen verbundene Räder, deren Betrieb von Tieren (Esel, Kamele, Büffel) in Gang gehalten werden musste. Wann genau die ersten einachsigen Schöpfräder auftauchten, ist unbekannt.

## Beispiele

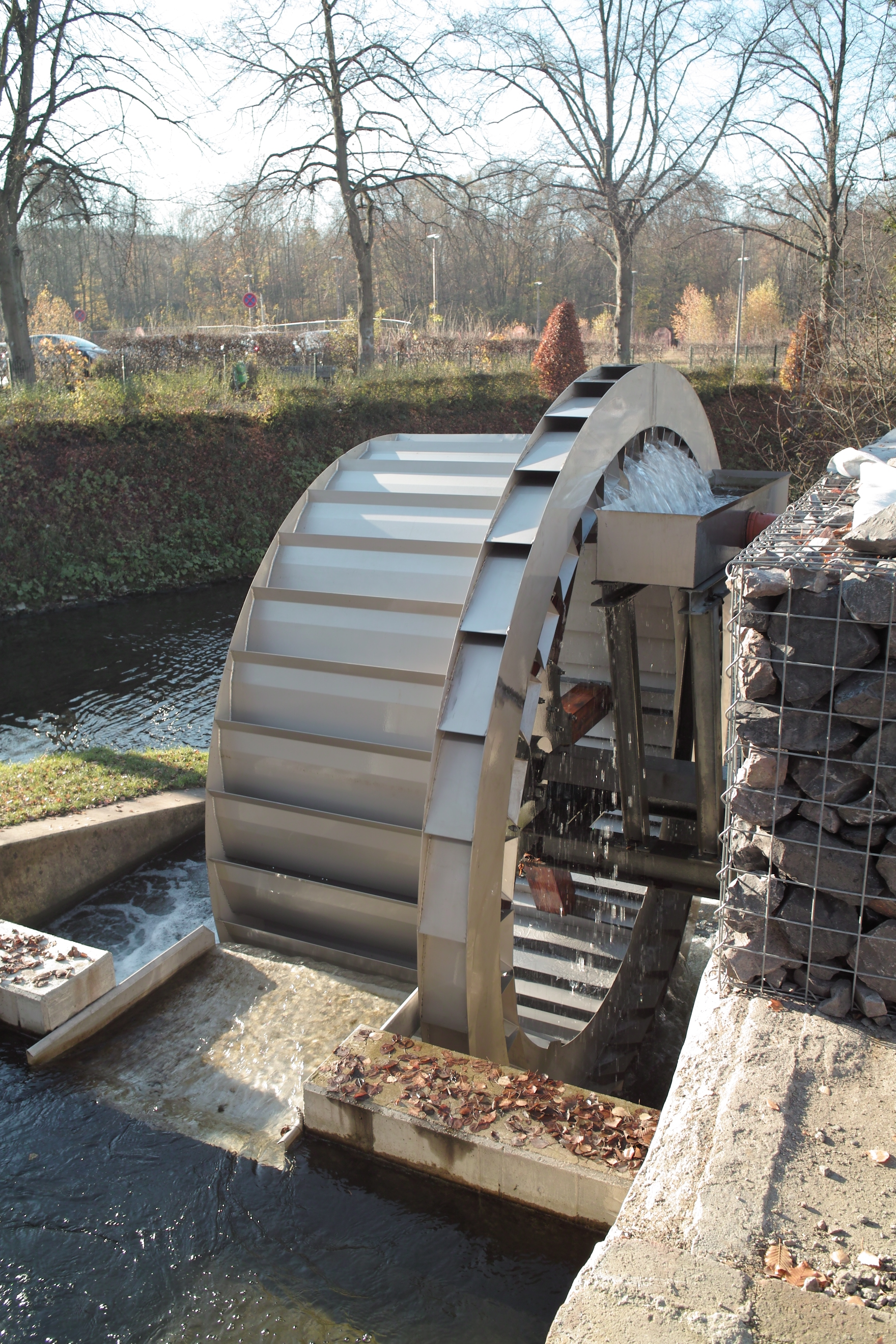
Neues Schöpfrad in Menden

Die berühmten Norias von Hama in Syrien gelten als die größten der Welt. Sie überwinden mit entsprechend großen Raddurchmessern Höhenunterschiede von z. T. über 30 Metern. Die Wasserkunst von Mértola in Portugal hatte vermutlich ein Schöpfrad mit 24 m Durchmesser. In den Feldern des südostspanischen Valle de Ricote finden sich ebenfalls mehrere große historische Schöpfräder.
Im Irak heißen sie Al-naoor, werden aus Ästen gebaut und mit Lehmgefäßen bestückt. Damit werden Förderhöhen bis 12 m erreicht. Die traditionelle Herstellung der Al-Naoors wurde 2021 in die UNESCO-Liste des immateriellen Kulturerbes der Menschheit aufgenommen.
Die mittelfränkische Gemeinde Möhrendorf an der Regnitz ist bekannt für ihre vielen Wasserschöpfräder.
Eine Weiterentwicklung des klassischen Schöpfrades befindet sich am Fluss Hönne in Menden. Statt der Schöpfbecher wurde ein eigenständiges Schöpfrad mit einem antreibenden Wasserrad (hier: rückschlächtiges Zellenrad) kombiniert. Im Gegensatz zu Schöpfbechern hat das Rad getrennte Einlässe (radial angeordnete Schlitze) und Auslässe (seitliche Ausgüsse). Das Schöpfrad dient der Befüllung einer umlaufenden Gracht der Hönneinsel.
In Steffisburg beschickt ein Schöpfrad aus Stahl mit einem durch zwei Zahnräder verbundenen Antriebsrad und Schöpfteil den historischen Mühlebach mit 100 bis 150 Liter pro Sekunde. Ursprünglich waren zylindrische Schöpfkörper vorgesehen, realisiert wurde ein Zellenrad mit 24 Zellen. Das Antriebsrad mit 5,5 m Durchmesser dreht mit 2–3 Umdrehungen pro Minute, das Zellenrad ca. einen Drittel schneller.